# Rohan Dennis
Pour les articles homonymes, voir Dennis.
Rohan Dennis, né le 28 mai 1990 à Ashford, est un coureur cycliste australien. Spécialiste de la piste à ses débuts, il décroche deux titres de champion du monde de poursuite par équipes en 2010 et 2011, ainsi qu'une médaille d'argent dans cette spécialité aux Jeux olympiques de 2012. Il est également détenteur du 8 février au 2 mai 2015 du record du monde de l'heure avec un total de 52,491 kilomètres parcourus. 
Il se consacre ensuite à la route, et remporte notamment le Tour Down Under 2015. Grâce à ses qualités de rouleur contre-la-montre, il remporte des étapes et porte le maillot de leader des trois grands tours. Il est également double champion du monde du contre-la-montre en 2018 et en 2019, ainsi que du contre-la-montre par équipes en 2014 et 2015. En août 2021, il complète sa collection en étant médaillé de bronze du contre-la-montre des Jeux olympiques. Il met un terme à sa carrière professionnelle à la fin de l'année 2023. Il fait partie des 25 coureurs ayant porté les trois maillots de leader sur les Grands Tours.
Le 31 décembre 2023, il est inculpé d'homicide involontaire pour avoir causé la mort de son épouse, Melissa Hoskins. En mai 2025, il est finalement condamné à 17 mois de prison avec sursis, pour « création d'un risque de préjudice ».

## Biographie

### Enfance et jeunesse
D'abord adepte du ski nautique et de la natation, Rohan Dennis commence le cyclisme après avoir participé à un programme visant à orienter les jeunes vers le sport le mieux adapté à leur physiologie. Il le pratique d'abord comme un entraînement pour la natation, puis choisit le cyclisme « plus social et interactif ».

### Carrière sur piste
La carrière de Rohan Dennis débute sur la piste, où, spécialiste de la poursuite, il devient champion du monde de poursuite par équipes juniors en 2008. Chez les professionnels, il décroche l'argent aux mondiaux de la spécialité en  2009, puis devient double champion du monde de poursuite par équipes en 2010 (avec Cameron Meyer, Michael Hepburn et Jack Bobridge) et en 2011 (avec Luke Durbridge, Michael Hepburn et Jack Bobridge). 2012. À titre individuel, il remporte le classement général de la Coupe du monde de poursuite en 2010-2011. 
Il fait des Jeux olympiques de Londres son objectif pour 2012. Aux championnats du monde, qui ont lieu en avril à Melbourne, il est médaillé d'argent de la poursuite par équipes avec Glenn O'Shea, Jack Bobridge et Michael Hepburn. Ils sont battus en finale par l'équipe britannique, qui bat le record du monde. En poursuite individuelle, Dennis est quatrième, tandis que Hepburn et Bobridge sont médaillés d'or et d'argent. Aux Jeux olympiques, Dennis, Bobridge, Hepburn et O'Shea sont à nouveau battus en finale de la poursuite par équipe par les Britanniques, qui établissent un nouveau record du monde.

### Carrière sur route

#### Des débuts prometteurs
Rohan Dennis commence sa carrière sur route en 2009 dans l'équipe Jayco. Spécialiste du contre-la-montre, il y obtient ses premiers résultats dès 2009 sur le Tour de Thuringe (7e) et le Herald Sun Tour (4e), et participe au début de la saison 2010 à son premier Tour Down Under.
Au cours de la saison 2010, Dennis confirme son aptitude pour le contre-la-montre. Il devient champion d'Australie espoirs de la spécialité, termine deuxième d'un contre-la-montre de l'Olympia's Tour derrière Taylor Phinney en mai 2010, et prend la quatrième place finale de l'épreuve. Le mois suivant, il contribue à la victoire de son équipe dans le contre-la-montre par équipes du Tour de Thuringe et y prend la troisième place finale. À la fin de la saison 2010, il est sélectionné pour participer au championnat du monde dans la catégorie espoirs (moins de 23 ans) à Melbourne, en Australie. Il prend la cinquième place de l'épreuve contre-la-montre et la 76e de la course en ligne. Il prend également la sixième place du contre-la-montre des Jeux du Commonwealth. 
En 2011, Dennis déménage en Europe et rejoint l'équipe Rabobank Continental. En septembre, il prend la deuxième place du prologue du Tour de l'Avenir, puis profite de sa sixième place le lendemain pour prendre la tête du classement général, impressionnant les suiveurs par sa puissance dans l'ascension du col de Grosse Pierre.
En 2012, bien que l'objectif principal de sa saison soit le tournoi de poursuite par équipes des Jeux olympiques, Dennis obtient de bons résultats sur route. En janvier, aux championnats d'Australie, il remporte les titres de la course en ligne et du contre-la-montre de la catégorie espoirs. Il dispute ensuite le Tour Down Under avec la sélection nationale UniSA-Australia. Cinquième du classement général, il est meilleur jeune de la course, et remporte le classement de la montagne. En juin, il est le premier Australien à gagner le Tour de Thuringe. De retour sur route après les Jeux, il s'impose en septembre sur deux courses contre-la-montre, le Mémorial Davide Fardelli et le Chrono champenois. Aux championnats du monde sur route, il est médaillé d'argent du contre-la-montre des moins de 23 ans.

#### 2013-2014: passage chez Garmin-Sharp
En 2013, il est recruté par l'équipe américaine Garmin-Sharp, qui l'engage pour deux ans. Il quitte la piste et se consacre désormais uniquement à la route. En juin, il prend le maillot jaune du Critérium du Dauphiné lors de la 4e étape en terminant deuxième du contre-la-montre derrière Tony Martin. Il le perd le lendemain au profit de Christopher Froome. Il termine 8e du classement général et remporte le classement du meilleur jeune. Il participe ensuite à son premier grand tour lors du Tour de France où son équipe prévoit de le retirer de l'épreuve à la première journée de repos. Dernier de la huitième étape à plus de 38 minutes du vainqueur Christopher Froome, Dennis est non-partant le lendemain, une étape avant cette journée de repos.
En 2014, il commence la saison avec Garmin-Sharp. Deuxième du contre-la-montre du Critérium international en mars, il prend la même place du contre-la-montre et du classement général du Circuit de la Sarthe le mois suivant, ainsi qu'au prologue du Tour de Romandie. À nouveau deuxième du contre-la-montre au Tour de Californie, il s'impose le lendemain au mont Diablo et termine cette course à la deuxième place du classement général, derrière Bradley Wiggins. Fin juillet, il est médaillé d'argent du contre-la-montre aux Jeux du Commonwealth, battu de neuf secondes par l'Anglais Alex Dowsett. 

#### 2014-2019: les années fastes chez BMC Racing

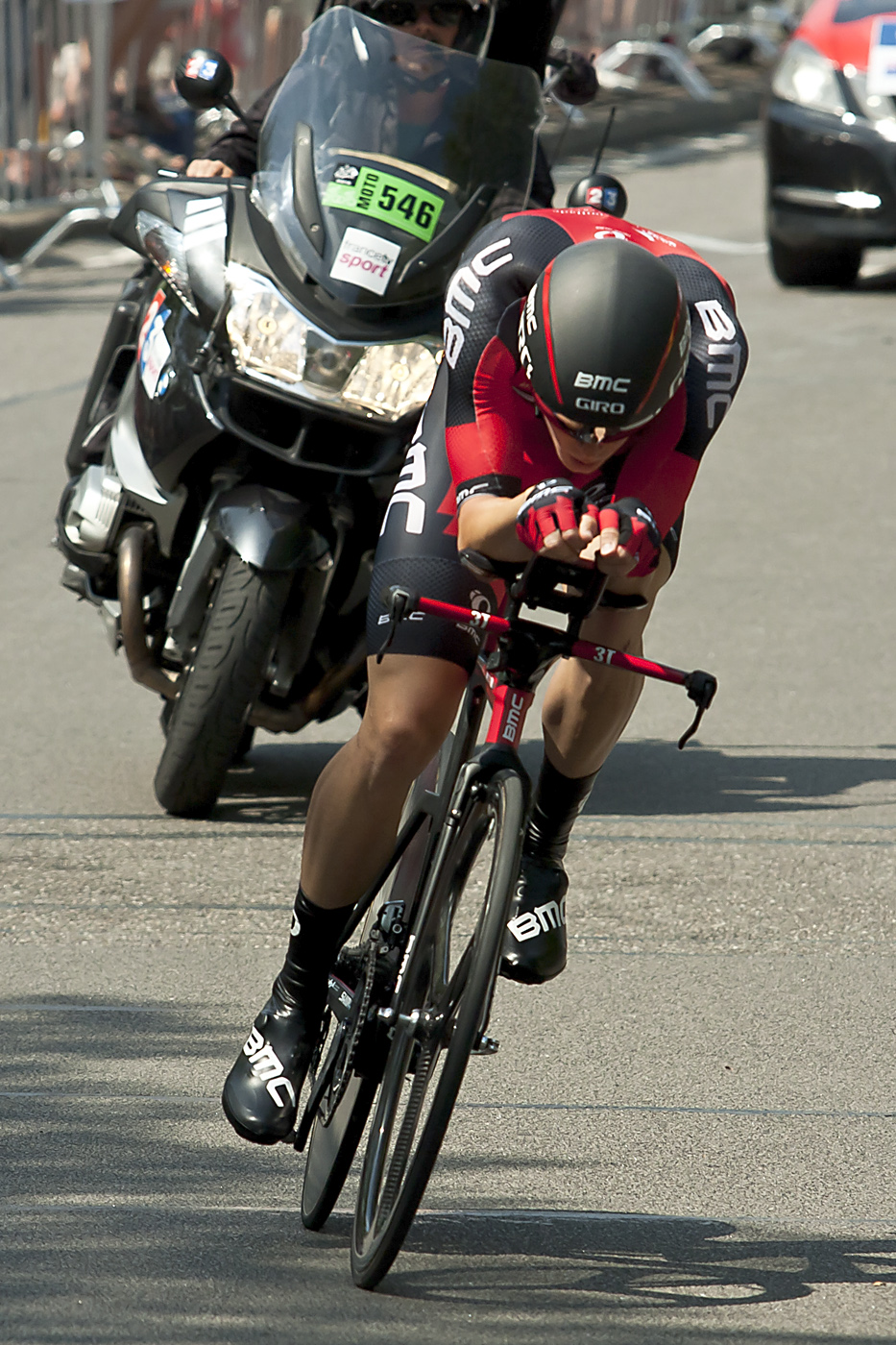
Dennis lors de la première étape du Tour de France 2015 qu'il remporte.

En août 2014, il quitte Garmin-Sharp et rejoint l'équipe BMC Racing. Il dispute avec elle le Tour d'Espagne, terminé à la 84e place du classement général, avec une troisième place lors de la dernière étape, un contre-la-montre. Avec ses coéquipiers de BMC Racing, il devient champion du monde du contre-la-montre par équipes en septembre. Il est également sélectionné en équipe nationale pour le contre-la-montre et la course en ligne de ces championnats du monde. Il prend la cinquième place du contre-la-montre, à 58 secondes du vainqueur Bradley Wiggins.
Il commence sa saison 2015 par une deuxième place lors du championnat d'Australie du contre-la-montre et une victoire en costaud sur la troisième étape du Tour Down Under. En tête de la course après cette victoire d'étape, il parvient à conserver assez d'avance sur son compatriote Richie Porte, pour remporter sa première course World Tour. Le 8 février 2015, il bat le record de l'heure en parcourant 52,491 kilomètres sur la piste du vélodrome suisse à Granges. Il est dépossédé de ce record le 2 mai 2015 par Alex Dowsett qui parcourt 52,937 kilomètres.
Le 4 juillet, il remporte la première étape du Tour de France. Parmi les premiers coureurs à s'élancer dans les rues d'Utrecht, il devance finalement les favoris du jour, Fabian Cancellara, Tom Dumoulin et Tony Martin. Pris dans une bordure, il perd le maillot jaune le lendemain. Avec ses coéquipiers, il remporte la neuvième étape, disputée en contre-la-montre par équipes. À l'issue de la saison 2015, il remporte le Sir Hubert Opperman Trophy de cycliste australien de l'année.

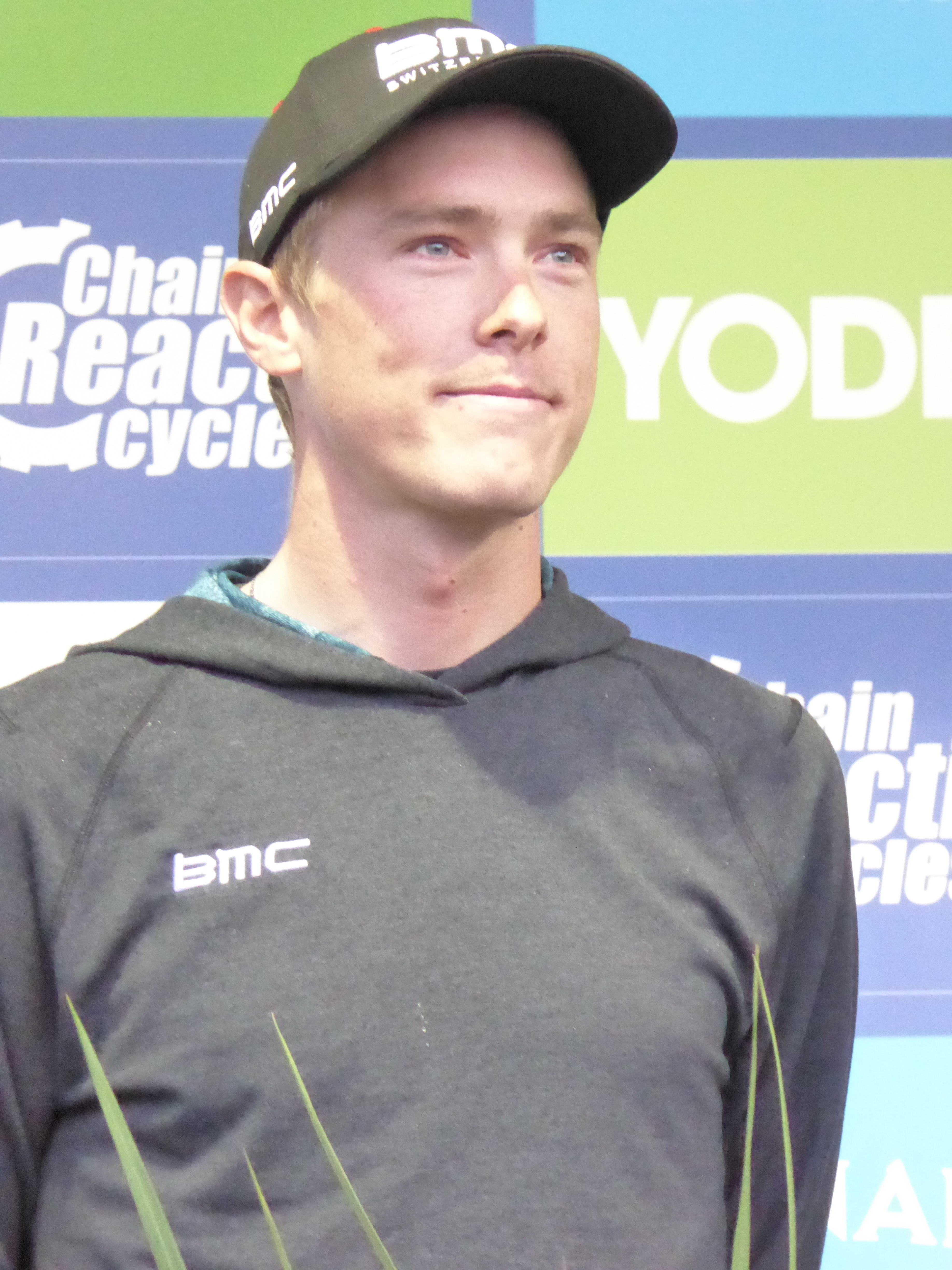
Rohan Dennis lors du Tour de Grande-Bretagne 2016.

Il commence l'année 2017 comme il l'avait fait en 2016. Il conserve son titre sur le championnat d'Australie du contre-la-montre, à Buninyong sur un parcours de 40,9 kilomètres. Il devance Luke Durbridge (Orica-Scott) de 58 secondes.
Sa saison 2018 débute de la même façon que les saisons 2017 et 2016 avec une victoire au championnat d'Australie du contre-la-montre en devançant de nouveau Luke Durbridge. Deuxième du prologue de Jérusalem du Tour d'Italie derrière Tom Dumoulin, il s'empare du maillot rose le lendemain grâce aux bonifications obtenues lors d'un sprint intermédiaire. Il porte le maillot rose 4 jours et remporte la 16e étape contre-la-montre. Le port du maillot de leader lui permet d'entrer dans la liste des coureurs ayant porté les maillots de leader des trois grands tours. Au Tour d'Espagne, il remporte les 1e et 16e étapes contre-la-montre. Il entre alors dans la liste des coureurs ayant remporté des victoires dans les trois grands tours. Il porte une journée le maillot rouge de leader. À Innsbruck, il gagne le titre de champion du monde de contre-la-montre, avec plus d'une minute d'avance sur le tenant du titre Tom Dumoulin. Il a également aidé son équipe BMC à remporter la médaille de bronze dans l'épreuve du contre-la-montre par équipes. À la fin de l'année, il est élu cycliste australien de l'année, récompense qu'il avait déjà gagnée en 2015.
En 2019, il quitte l'équipe BMC (renommée CCC) et rejoint la formation Bahrain-Merida. En janvier, il est deuxième du championnat d'Australie du contre-la-montre et cinquième du Tour Down Under. En juin, il gagne le contre-la-montre de la 1re étape du Tour de Suisse. Il se classe deuxième du général final derrière Egan Bernal, le futur vainqueur du Tour de France. Lors de celui-ci, il abandonne au cours de la douzième étape, la veille du contre-la-montre dont il était le favori. Dans un premier temps, aucune raison de l'abandon n'est donnée. Des rapports ultérieurs ont indiqué que son abandon était le résultat d'une frustration avec le matériel fourni par l'équipe. Il connait ensuite une période difficile, marquée par des troubles alimentaires causés par le stress. Le 25 septembre, il court pour la première fois depuis son abandon du Tour, remportant pour la deuxième fois consécutive l'or au championnat du monde de contre-la-montre. Dennis s'est imposé sur un vélo BMC banalisé pendant l'épreuve, plutôt que sur sa machine commerciale Merida. Plusieurs jours plus tard, son ancienne équipe Bahrain-Merida confirme qu'ils se sont séparés.

#### 2020-2021: Team Ineos
Le 9 décembre 2019, il est annoncé que Dennis rejoint l'équipe Ineos pour la saison 2020. Il déclare en début d'année 2020 avoir abandonné ses ambitions de devenir un prétendant au classement général sur les grands tours. Au lieu de cela, il préfère se concentrer sur les courses par étapes d'une semaine et travailler comme équipier sur les courses de trois semaines. En janvier, pour ses débuts dans sa nouvelle équipe, il se classe une nouvelle fois deuxième du championnat d'Australie du contre-la-montre derrière Luke Durbridge. Dans la foulée, il est quatrième du Tour Down Under, terminant dans le même temps que le deuxième Diego Ulissi. Lors du Tour de l'Algarve, il est battu de dix secondes par Remco Evenepoel sur le contre-la-montre final. La saison est ensuite arrêtée jusqu'en août en raison de la pandémie de Covid-19. À la reprise des compétitions, il est troisième du contre-la-montre de Tirreno-Adriatico. Dix jours plus tard, il perd son titre mondial du contre-la-montre à Imola, en se classant seulement cinquième à 39 secondes du lauréat Filippo Ganna. Lors du Tour d'Italie, il est également battu par Ganna sur les trois contre-la-montre. Cependant, il joue un rôle majeur dans la victoire de son coéquipier Tao Geoghegan Hart qui parvient à remporter le classement général. Dennis contribue grandement à renverser la course en sa faveur lors des 18e (col du Stelvio) et 20e étapes (col de Sestrières),. Il remporte la Cima Coppi en étant le premier à atteindre le sommet de la plus haute montée de la course, à savoir le Stelvio.
En mars 2021, il gagne le contre-la-montre du Tour de Catalogne, puis le mois suivant le prologue du Tour de Romandie. Il est en tête de la course pendant trois jours, mais perd son maillot jaune sur chute. Le 28 juillet, il décroche la médaille de bronze sur le contre-la-montre individuel des Jeux olympiques de Tokyo derrière Primož Roglič et Wout van Aert. En septembre, il court sa dernière course avec Ineos lors du Tour de Grande-Bretagne, où il se classe sixième du général après avoir remporté le contre-la-montre par équipes.

#### 2022-2023: Jumbo-Visma
Le 1er septembre 2021, il est annoncé que Dennis rejoindrait l'équipe Jumbo-Visma en 2022 pour un contrat de deux ans. Plus tôt dans sa carrière, il avait fait partie de l'équipe continentale de Rabobank, Rabobank étant une itération précédente de l'équipe Jumbo-Visma. Il explique sa décision en affirmant que sa nouvelle équipe est techniquement meilleure et qu'Ineos « copie Jumbo pour beaucoup de choses ». Lors de sa première course de l'année, il devient pour la quatrième fois champion d'Australie du contre-la-montre. Lors de Paris-Nice, il effectue un important travail pour son leader Primož Roglič, qui remporte la course. En mai, il termine deuxième des deux premières du Tour de Romandie et porte le maillot de leader pendant quatre jours. Lors de la dernière étape, un contre-la-montre individuel en côte, il perd son maillot de leader et recule au huitième rang, après avoir perdu plus de deux minutes face au vainqueur Aleksandr Vlasov. Il abandonne le Tour de Suisse en raison de problèmes d'estomac et n'est finalement pas retenu dans l'équipe Jumbo-Visma pour le Tour de France.
Il annonce au début de l'année 2023 qu'il s'agit de sa dernière saison comme coureur. Non retenu initialement pour le Tour d'Italie, Dennis ainsi que Jos van Emden remplacent à quatre jours du départ Tobias Foss et Robert Gesink, tous deux infectés par le SARS-CoV-2. Ils ont un rôle d'équipier pour Primož Roglič. Non-partant sur le Grand Prix cycliste de Montréal, qui aurait dû être sa dernière course, il met donc un terme à sa carrière à l'issue du Grand Prix cycliste de Québec survenu deux jours plus tôt.

## Style
Rohan Dennis se décrit comme « hyperactif ». Le sélectionneur australien, Neil Stephens, dit de lui qu'il « peut devenir un très bon coureur de classiques ».

## Vie privée
En mai 2017, il se fiance avec la cycliste Melissa Hoskins, qui annonce dans le même temps arrêter sa carrière . Ils se marient en février 2018. Hoskins donne naissance à leur premier enfant, un fils, plus tard cette année-là, deux semaines et demie après que Dennis a remporté son premier titre de champion du monde du contre-la montre. La famille partage son temps entre Gérone en Espagne, La Massana en Andorre et Adélaïde.

## Affaire Melissa Hoskins
Le 31 décembre 2023, il est arrêté par la police et inculpé d'homicide involontaire pour avoir causé la mort de son épouse,  Melissa Hoskins.
Alors qu'ils étaient à bord de leur voiture, Melissa Hoskins se serait « agrippée à une poignée de porte, tandis que Dennis aurait conduit jusqu'à ce qu'elle tombe » selon la police. Une vidéo de caméra de surveillance montre que Rohan Dennis a conduit le véhicule en traînant son épouse jusqu'à sa chute. 
Libéré sous caution, Rohan Dennis comparaît le 13 mars 2024 devant un tribunal d'Adélaïde sous l'accusation d'« homicide involontaire par conduite imprudente et mise en danger de la vie d'autrui ». Lors de cette comparution, l'affaire est reportée au 6 août 2024 pour « permettre à l'accusation de préparer son mémoire argumentaire et de déterminer pour quels chefs d'inculpation » il conviendra de poursuivre Rohan Dennis.
Lors de l'audience du 6 août 2024, les chefs d'accusation sont confirmés et le jugement est fixé au 30 octobre suivant. Rohan Dennis encourt une peine de quinze ans d'emprisonnement. Le début du procès est finalement reporté au 10 décembre, Dennis y plaide coupable pour « conduite imprudente ». Il est libéré sous caution, en attendant la sentence prévue le 14 mai 2025,. Il est finalement condamné à 17 mois de prison avec sursis, pour « création d'un risque de préjudice » et non pour homicide.

## Palmarès sur route

### Palmarès
| - 2006 - Champion d'Australie du contre-la-montre cadets - 2007 - Champion d'Australie du contre-la-montre juniors - 2008 - 4e étape du Tour of the Murray River - 2009 - 10e et 14e étapes du Tour of the Murray River - 7e étape du Tour de Tasmanie - 2010 - Champion d'Australie du contre-la-montre espoirs - 1re étape du Tour de Thuringe (contre-la-montre par équipes) - Tour de Geelong : - Classement général - 1re et 4e (contre-la-montre) étapes - 3e du Tour de Thuringe - 5e du championnat du monde du contre-la-montre espoirs - 2012 - Champion d'Australie sur route espoirs - Champion d'Australie du contre-la-montre espoirs - 5e étape de l'Olympia's Tour - Tour de Thuringe : - Classement général - 5e étape (contre-la-montre) - Mémorial Davide Fardelli - Chrono champenois - Médaillé d'argent du championnat du monde du contre-la-montre espoirs - 2e du Trofeo Alcide Degasperi - 5e du Tour Down Under - 2013 - Tour d'Alberta : - Classement général - 3e étape - 2e du championnat d'Australie du contre-la-montre - 8e du Critérium du Dauphiné - 2014 - Champion du monde du contre-la-montre par équipes - 3e étape du Tour de Californie - 2e du Circuit de la Sarthe - 2e du Tour de Californie - Médaillé d'argent du contre-la-montre aux Jeux du Commonwealth - 5e du championnat du monde du contre-la-montre - 2015 - Champion du monde du contre-la-montre par équipes - Tour Down Under : - Classement général - 3e étape - 3e étape du Critérium du Dauphiné (contre-la-montre par équipes) - 1re (contre-la-montre) et 9e (contre-la-montre par équipes) étapes du Tour de France - Tour du Colorado : - Classement général - 4e et 5e (contre-la-montre) étapes - 2e du championnat d'Australie du contre-la-montre - 6e du championnat du monde du contre-la-montre - 2016 - Champion d'Australie du contre-la-montre - 6e étape du Tour de Californie (contre-la-montre) - 7eb étape du Tour de Grande-Bretagne - 2e étape de l'Eneco Tour (contre-la-montre) - 2e du Tour de Californie - 2e du Tour de Grande-Bretagne - Médaillé d'argent au championnat du monde du contre-la-montre par équipes - 5e du contre-la-montre des Jeux olympiques - 6e du championnat du monde du contre-la-montre | - 2017 - Champion d'Australie du contre-la-montre - Classement général du Tour La Provence - 1re (contre-la-montre par équipes) et 7e (contre-la-montre) étapes de Tirreno-Adriatico - 2e étape du Tour de Catalogne (contre-la-montre par équipes) - 2e étape du Tour des Alpes - Prologue et 8e étape (contre-la-montre) du Tour de Suisse - 1re étape du Tour d'Espagne (contre-la-montre par équipes) - Médaillé d'argent au championnat du monde du contre-la-montre par équipes - 2e de Tirreno Adriatico - 6e du Tour Down Under - 8e du championnat du monde du contre-la-montre - 2018 - Champion du monde du contre-la-montre - Champion d'Australie du contre-la-montre - 4e étape du Tour d'Abou Dabi (contre-la-montre) - 1re (contre-la-montre par équipes) et 7e étapes (contre-la-montre) de Tirreno-Adriatico - 16e étape du Tour d'Italie (contre-la-montre) - 1re (contre-la-montre) et 16e (contre-la-montre) étapes du Tour d'Espagne - Médaillé de bronze au championnat du monde du contre-la-montre par équipes - 7e du Tour de Romandie - 9e du Tour d'Abou Dabi - 2019 - Champion du monde du contre-la-montre - 1re étape du Tour de Suisse (contre-la-montre) - 2e du championnat d'Australie du contre-la-montre - 2e du Tour de Suisse - 5e du Tour Down Under - 2020 - 2e du championnat d'Australie du contre-la-montre - 4e du Tour Down Under - 5e du championnat du monde du contre-la-montre - 2021 - 2e étape du Tour de Catalogne (contre-la-montre) - Prologue du Tour de Romandie - 3e étape du Tour de Grande-Bretagne (contre-la-montre par équipes) - Médaillé de bronze du contre-la-montre des Jeux olympiques - 2022 - Médaillé d'or du contre-la-montre aux Jeux du Commonwealth - Champion d'Australie du contre-la-montre - 1re étape du Tour d'Espagne (contre-la-montre par équipes) - 8e du Tour de Romandie - 2023 - 2e étape du Tour Down Under - 3e étape de Paris-Nice (contre-la-montre par équipes) - 7e du championnat du monde du contre-la-montre |

### Résultats sur les grands tours

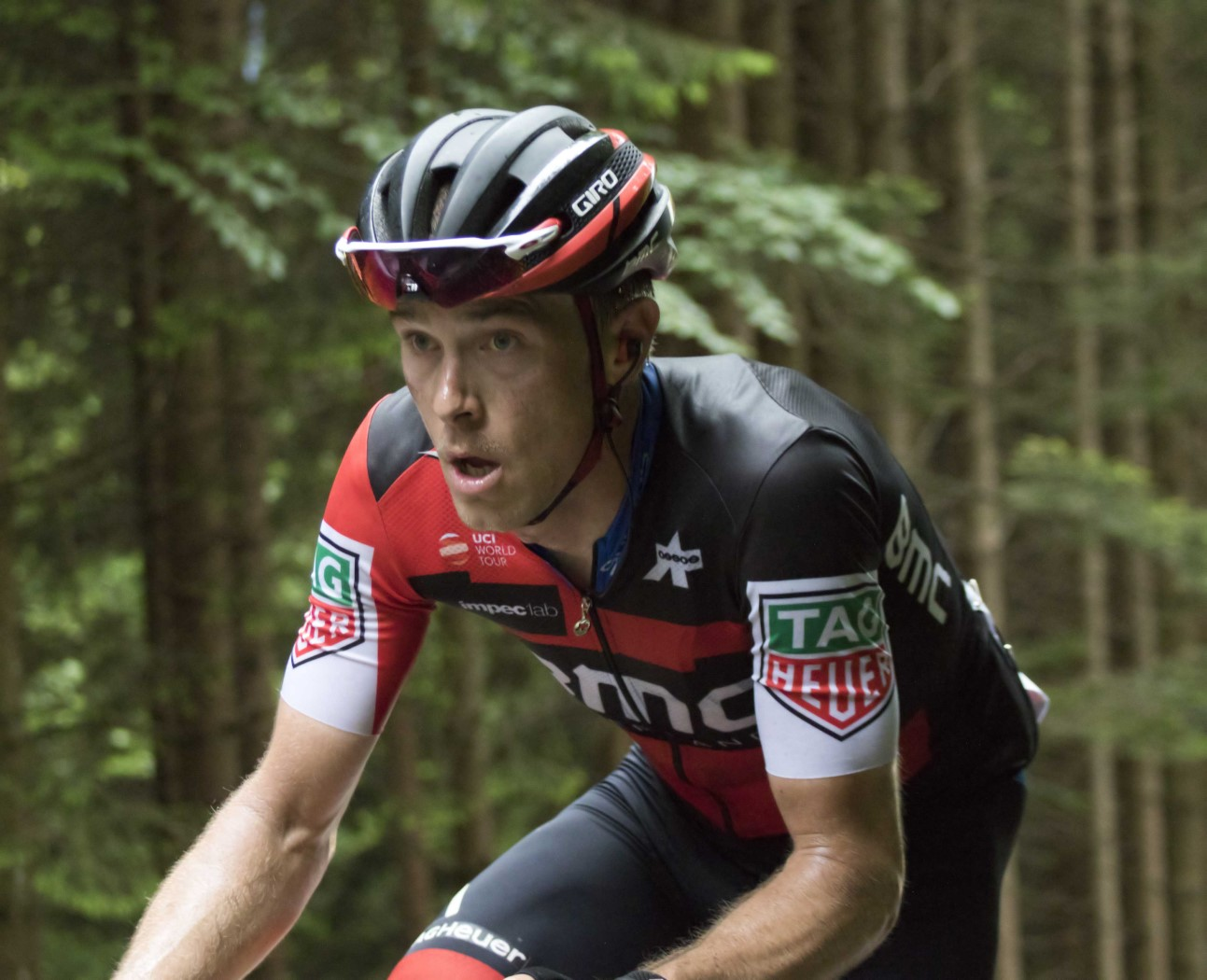
Dennis lors de la 14e étape du Tour d'Italie 2018

#### Tour de France
4 participations
- 2013 : non-partant (9e étape)
- 2015 : 101e, vainqueur des 1re (contre-la-montre) et 9e (contre-la-montre par équipes) étapes,  maillot jaune pendant une journée
- 2016 : non-partant (17e étape)
- 2019 : abandon (12e étape)

#### Tour d'Italie
4 participations
- 2017 : abandon (4e étape)
- 2018 : 16e, vainqueur de la 16e étape (contre-la-montre)  maillot rose pendant 4 jours
- 2020 : 35e
- 2023 : 41e

#### Tour d'Espagne
4 participations
- 2014 : 84e
- 2017 : non-partant (16e étape), vainqueur de la 1re étape (contre-la-montre par équipes),  maillot rouge pendant 1 jour
- 2018 : non-partant (17e étape), vainqueur des 1re (contre-la-montre) et 16e (contre-la-montre) étapes,  maillot rouge pendant 1 jour
- 2022 : 52e, vainqueur de la 1re étape (contre-la-montre par équipes)

### Classements mondiaux
| Année                                 | 2010 | 2011 | 2012 | 2013 | 2014 | 2015 | 2016 | 2017 | 2018 | 2019 | 2020 | 2021 | 2022 | 2023 |
| ------------------------------------- | ---- | ---- | ---- | ---- | ---- | ---- | ---- | ---- | ---- | ---- | ---- | ---- | ---- | ---- |
| UCI World Tour                        |      |      |      | 110e | 142e | 38e  | 143e | 45e  | 46e  |      |      |      |      |      |
| Classement mondial                    |      |      |      |      |      |      | 78e  | 50e  | 41e  | 49e  | 72e  | 132e | 243e | 385e |
| UCI Europe Tour                       | 405e | 747e | 42e  |      |      |      | 183e | 246e | nc   |      |      |      |      |      |
| UCI Asia Tour                         | nc   | nc   | nc   |      |      |      | 82e  | nc   | nc   |      |      |      |      |      |
| UCI America Tour                      | nc   | nc   | nc   |      |      |      | 7e   | nc   | nc   |      |      |      |      |      |
| UCI Oceania Tour                      | 44e  | nc   | nc   |      |      |      | 42e  | 30e  | 29e  | 4e   | 6e   | 8e   | 19e  | 26e  |
|                                       |      |      |      |      |      |      |      |      |      |      |      |      |      |      |
| Légende : nc = non classéSource : UCI |      |      |      |      |      |      |      |      |      |      |      |      |      |      |

## Palmarès sur piste

### Jeux olympiques
- Londres 2012
  -   Médaillé d'argent de la poursuite par équipes (avec Jack Bobridge, Glenn O'Shea et Michael Hepburn)

### Championnats du monde
- Pruszkow 2009
  -  Médaillé d'argent de la poursuite par équipes
- Ballerup 2010
  -  Champion du monde de poursuite par équipes (avec Cameron Meyer, Michael Hepburn et Jack Bobridge)
  - 5e de la poursuite individuelle
- Apeldoorn 2011
  -  Champion du monde de poursuite par équipes (avec Luke Durbridge, Michael Hepburn et Jack Bobridge)
  - 4e de la poursuite individuelle
- Melbourne 2012
  -  Médaillé d'argent de la poursuite par équipes
  - 4e de la poursuite individuelle

### Coupe du monde
- 2008-2009
  - 1er de la poursuite par équipes à Melbourne (avec Luke Durbridge, Mark Jamieson et Jack Bobridge)
  - 1er de la poursuite par équipes à Pékin (avec Glenn O'Shea, Leigh Howard et Mark Jamieson)
- 2009-2010
  - 1er de la poursuite par équipes à Melbourne (avec Luke Durbridge, Michael Hepburn et Cameron Meyer)
  - 2e de la poursuite à Melbourne
- 2010-2011
  - Classement général de la poursuite
  - 1er de la poursuite à Manchester
- 2011-2012
  - 2e de la poursuite par équipes à Cali

### Championnats du monde juniors
- 2008
  -  Champion du monde de poursuite par équipes juniors (avec Luke Davison, Luke Durbridge et Thomas Palmer)
  -  Médaillé d'argent de la poursuite individuelle

### Championnats d'Océanie
| Édition / Épreuve | Poursuite individuelle | Poursuite par équipes                                      |
| 2007              | Bronze                 |                                                            |
| 2008              |                        | Or (avec Zakkari Dempster, Jack Bobridge et Mark Jamieson) |

### Championnats d'Australie
- 2007
  -  Champion d'Australie de poursuite par équipes juniors (avec Jack Bobridge, Christos Winter et Sean Boyle)
- 2008
  -  Champion d'Australie de poursuite individuelle juniors
  -  Champion d'Australie de la course aux points juniors
- 2010
  -  Champion d'Australie de poursuite par équipes (avec Jack Bobridge, Dale Parker et James Glasspool)
- 2011
  -  Champion d'Australie de poursuite par équipes (avec Glenn O'Shea, Alexander Edmondson et Damien Howson)

## Distinctions
- Sir Hubert Opperman Trophy - cycliste australien de l'année en 2015 et 2018
- Sportif australien de l'année : 2018[41]
- Athlète de l'année aux Australian Institute of Sport Awards  : 2018